# Matsäcktjärnen, Västerbotten
Matsäcktjärnen är en sjö i Norsjö kommun i Västerbotten och ingår i Umeälvens huvudavrinningsområde. Sjön har en area på 0,0431 kvadratkilometer och ligger 279,3 meter över havet.

## Delavrinningsområde
Matsäcktjärnen ingår i det delavrinningsområde (720775-164682) som SMHI kallar för Utloppet av Lidträsket. Medelhöjden är 290 meter över havet och ytan är 31,46 kvadratkilometer. Det finns ett avrinningsområde uppströms, och räknas det in blir den ackumulerade arean 42,22 kvadratkilometer. Lidsbäcken som avvattnar avrinningsområdet har biflödesordning 4, vilket innebär att vattnet flödar genom totalt 4 vattendrag innan det når havet efter 212 kilometer. Avrinningsområdet består mestadels av skog (58 procent) och sankmarker (21 procent). Avrinningsområdet har 4,58 kvadratkilometer vattenytor vilket ger det en sjöprocent på 14,6 procent.